# Palmela
Palmela és un municipi portuguès, situat al districte de Setúbal, a la regió de Lisboa i a la subregió de Península de Setúbal. L'any 2004 tenia 58.222 habitants. Limita al nord amb Benavente, al nord-est amb la porció oriental de Montijo, a l'est amb Vendas Novas, al sud-est amb Alcácer do Sal, al sud amb Setúbal, a l'oest amb Barreiro i al nord-oest amb Moita, amb la porció occidental de Montijo i Alcochete.

## Freguesies
- Marateca
- Palmela
- Pinhal Novo
- Poceirão
- Quinta do Anjo

## Població
| 1801  | 1849  | 1900              | 1930   | 1960   | 1981   | 1991   | 2001   | 2004   |
| ----- | ----- | ----------------- | ------ | ------ | ------ | ------ | ------ | ------ |
| 4.030 | 4.442 | annexat a Setúbal | 18.692 | 23.155 | 36.933 | 43.857 | 53.353 | 58.222 |